# Episodi di Kenan & Kel (seconda stagione)
La seconda stagione della serie televisiva Kenan & Kel è stata trasmessa in anteprima negli Stati Uniti d'America dalla Nickelodeon tra il 6 settembre 1997 e il 27 dicembre 1997.
| nº | Titolo originale               | Titolo italiano | Prima TV USA      | Prima TV Italia |
| -- | ------------------------------ | --------------- | ----------------- | --------------- |
| 1  | Pair-Rental Guidance           |                 | 6 settembre 1997  |                 |
| 2  | Clowning Around                |                 | 13 settembre 1997 |                 |
| 3  | The Lottery                    |                 | 20 settembre 1997 |                 |
| 4  | Who Loves Orange Soda?         |                 | 4 ottobre 1997    |                 |
| 5  | Haven't Got Time for the Paint |                 | 8 novembre 1997   |                 |
| 6  | A Star Is Peeved               |                 | 11 ottobre 1997   |                 |
| 7  | Ditch Day Afternoon            |                 | 18 ottobre 1997   |                 |
| 8  | Get the Kel Outta Here         |                 | 25 ottobre 1997   |                 |
| 9  | Foul Bull                      |                 | 1º novembre 1997  |                 |
| 10 | The Crush                      |                 | 27 settembre 1997 |                 |
| 11 | Turkey Day                     |                 | 19 novembre 1997  |                 |
| 12 | Bye-Bye Kenan (Part 1)         |                 | 20 dicembre 1997  |                 |
| 13 | Bye-Bye Kenan (Part 2)         |                 | 27 dicembre 1997  |                 |